# Schloss Crap da Sass
Das Schloss Crap da Sass (rätoromanisch im Idiom Puter Chastè Crap da Sass) steht in Surlej am Ufer des Silvaplanersees. Das aus der Burgenromantik stammende Gebäude ist mit einem reichen Jugendstil-Interieur ausgestattet.

## Geschichte
Crap da Sass wurde in den Jahren 1904 bis 1906 von Nicolaus Hartmann jun. für den deutschen Generalmajor Adolf von der Lippe errichtet. Es ist als Kulturgut von regionaler Bedeutung im KGS-Inventar (KGS-Nr.: 03282) eingetragen und gilt als eines der bedeutendsten Beispiele späthistoristischer Architektur in Graubünden.
Der Name setzt sich zusammen aus Crap (rätoromanisch: Stein) und da Sass (= von Sasso; italienisch: Stein). Crap da Sass diente dem Mövenpick-Gründer Ueli Prager als Zweitwohnsitz, es ist für die Öffentlichkeit nicht zugänglich.